# Edison Gabriel Paucar
Edison Gabriel Paucar (Quito, Ecuador, 1988) es un escritor que trabaja en los géneros de novela, cuento y periodismo.

## Reseña biográfica
Edison Paucar estudió la primaria en el colegio La Salle, en Conocoto. Luego se cambió al colegio San Luis Gonzaga donde descubriría su vocación literaria. En estos años, el centro educativo funcionó con horario vespertino en las instalaciones del colegio San Gabriel, y se darían roces y protestas entre estudiantes, docentes y dirigentes de ambos colegios religiosos. Estos hechos serían recogidos por el escritor en su novela, Mientras llega lluvia.
Posteriormente, ingresaría a estudiar Comunicación Social en la Universidad Politécnica Salesiana. En esta época publicó poemas sueltos y cuentos que, en muchos casos, fueron galardonados con reconocimientos institucionales, como el Premio El Retorno, que le otorgó la Casa de la Cultura Ecuatoriana, mientras que otros relatos aparecieron en diversas antologías, nacionales y extranjeras, donde sobresale el libro Despertar de la Hydra. Al finalizar su carrera, publicaría su primer libro, Malas Compañías y otros caballos de Troya, bajo el sello de la editorial peruana Paracaídas. Este libro lo presentó primero en Lima y luego en distintas ciudades del Ecuador. En diciembre el libro recibió el Premio Nacional de Literatura Joaquín Gallegos Lara y varias críticas positivas.   
En el año 2015 viajó a España para realizar una maestría de Creación Literaria en la Universidad Pompeu Fabra. En este periodo haría amistad con escritores latinoamericanos y españoles como José Guarnizo, la escritora de literatura juvenil Laia Soler, Jesús Paniagua, Elena Ramos, Jorge Mier, entre otros. Compartiría además clases con Cristina Morales y tendría como tutor de su proyecto de graduación a Jorge Carrión. A inicios del 2016 comenzó a escribir su primera novela que, posteriormente, la presentaría en distintas ciudades del Ecuador a finales del 2017. Después de unos meses de recibir críticas positivas, el libro sería finalista del North Texas Book Festival y obtendría una Mención en el premio Darío Guevara Mayorga.
En el año 2019 el escritor ingresó a trabajar en Diario La Hora, en la regional de Imbabura. Aquí realizó, sobre todo, reportajes sobre derechos humanos, migración y minería ilegal. En noviembre de 2019, su crónica titulada Los venezolanos tienen una madre en el Juncal fue finalista del Premio de periodismo Jorge Mantilla.
En el año 2021, el manuscrito de su novela Offside recibió la Mención de Honor del premio literario Miguel Riofrío. Además, el Municipio de Quito le otorgó la Mención de Honor de la condecoración Aurelio Espinosa Pólit. 
En 2022, Edison Paucar nuevamente fue finalista del Premio de periodismo Jorge Mantilla, por su podcast sobre los pacientes con enfermedades catastróficas que no recibían medicinas en hospitales públicos, titulada Se niegan a morir en silencio. La Asamblea Nacional le otorgó, en diciembre, la condecoración Vicente Rocafuerte, por su trayectoria profesional. En 2023 publicó en Radio Pichincha el podcast El Sueño Americano, que obtendría el Premio Nacional de Periodismo Eugenio Espejo. Su novela Once contra once, además, recibió la única mención del Premio La Linares de Novela Breve, y se publicó en marzo de 2024, con la campaña de lectura Eugenio Espejo.

## Libros
- Malas compañías y otros caballos de Troya (Paracaídas Editores, Lima, 2012) ISBN: 978-612-46229-0-8 Archivado el 12 de julio de 2020 en Wayback Machine.
- Mientras llega la lluvia (Editorial Anónima, Lima, 2017). ISBN 978-612-47539-0-9
- Once contra once (Campaña de lectura Eugenio Espejo). ISBN 978-9942-764-69-0

## Podcast
- El Sueño Americano. (Reportaje sonoro de seis episodios, Radio Pichincha - Spotify, 2023).

## Reconocimientos
- Premio Joaquín Gallegos Lara, Ecuador, 2012.
- Premio Nacional de Periodismo Eugenio Espejo, 2023.
- Finalista del Premio North Texas Book Festival, Estados Unidos, 2018.
- Mención de Honor del Premio Darío Guevara Mayorga, Ecuador 2018.
- Finalista en dos ocasiones del Premio Jorge Mantilla, Ecuador, 2019 y 2022.
- Mención de Honor del Premio Miguel Riofrío, Ecuador 2021.
- Mención de Honor del Premio de novela breve La Linares, 2023.

## Distinciones
- Mención de Honor de la condecoración Aurelio Espinosa Pólit, Municipio de Quito, Ecuador, 2021.
- Condecoración Vicente Rocafuerte, Asamblea Nacional, Ecuador, 2022.